# Zikmund Schul
Zikmund Schul (geboren 11. Januar 1916 in Chemnitz; gestorben 2. Juni 1944 im KZ Theresienstadt) war ein deutscher Komponist.

## Leben

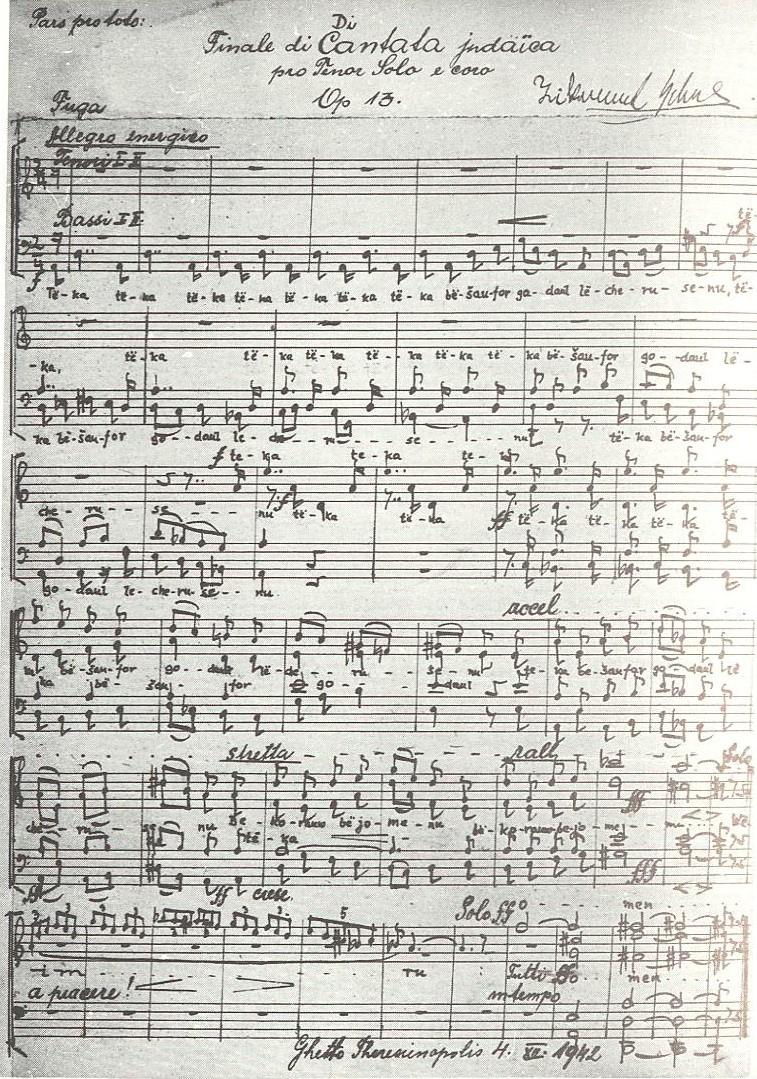
Finale di Cantata judaica (1942)

Zikmund Schul (auch Sigmund oder Siegmund) übersiedelte mit seiner Familie jüdischer Herkunft 1928 nach Kassel. Dort kam 1932 seine Sketch-Revue Liebe im Reagenzglas zur Aufführung. Dieses Stück wie auch zwei weitere Operetten (Spleen, Süd-Expreß) sind nicht mehr erhalten. Nach der Machtergreifung der Nationalsozialisten ging Schul 1933 nach Prag. Kurzzeitig studierte er auch an der Berliner Musikhochschule bei Paul Hindemith. In Prag wurde er Privatschüler bei Alois Hába und studierte bis zum Abschluss 1938 an der Deutschen Akademie für Musik und darstellende Kunst in Prag Komposition bei Fidelio Finke sowie Dirigieren bei George Szell und Fritz Rieger. In Prag lernte er auch den Komponisten Viktor Ullmann kennen. Schul legte in diesen Jahren mit dem Arzt Salomon Lieben eine umfangreiche Sammlung Alt-Prager synagogaler Gesänge an. Am 30. November 1941 wurde er in das KZ Theresienstadt deportiert. Er komponierte weiter, von seinen dort entstandenen Werken kamen u. a. Zwei Chassidische Tänze und Divertimento ebraico zu Aufführung. Schul starb in Lagerhaft nach langem Leiden 1944 an Tuberkulose.

## Werke
| Opus       | Datum   | Titel                                               | Informationen                                                           |
| ---------- | ------- | --------------------------------------------------- | ----------------------------------------------------------------------- |
| op 9b Nr.1 | 1937    | Die Nicht-Gewesenen                                 | Lied für Altstimme und Klavier nach Isolde Kurz                         |
| -          | 1941    | Mogen Ovos                                          | Orgel und Chor                                                          |
| -          | 1941    | Fuge in E (3. Satz aus einer Klaviersonate)         | Klavier                                                                 |
| -          | 1941–42 | 2 Chassidic Dances                                  | Bratsche und Cello                                                      |
| -          | 1942    | Divertimento ebraico                                | Streichquartett                                                         |
| -          | 1942    | Zaddik                                              | Streichquartett                                                         |
| -          | 1942    | Cantata Judaïca Op. 13 (finale)                     | Tenorstimme und Chor                                                    |
| -          | 1942    | Ki tavoa al ha'aretz (When you will go to the land) | Knabenchor                                                              |
| -          | 1942    | Uv’tzeil K’nofecho (In the Shadow of your Wings)    | Streichquartett                                                         |
| -          | 1942    | V'l'Yerushalayim                                    | Stimme und Streichquartett arrangiert nach Vilem Zrzavy                 |
| aus op. 15 | 1943    | Schicksal                                           | Lied für Altstimme, Flöte, Bratsche und Violoncello aus „Dunkle Klänge“ |
| -          | 1943    | Duo                                                 | Geige und Bratsche                                                      |

## Aufnahmen
- Chassidische Tänze Op. 15 – Ensemble Alraune; Novantiqua NA08
- Chassidische Tänze Op. 15 – Julia Rebekka Adler, Viola, Thomas Ruge, Cello; NEOS 10805
- Die Nicht-Gewesenen – Wolfgang Holzmair, Bariton, Russell Ryan, Klavier; Bridge Records 9280

Einen Überblick über Musik, die in Konzentrationslagern geschrieben wurde, gibt das CD-Lexikon KZ Musik von Francesco Lotoro.